# 波士顿机械狗
波士顿机械狗（Boston Dynamics BigDog）是一种动力平衡四足机器人，由波士顿动力公司、福斯特-米勒公司、喷气推进实验室，以及哈福大学康德菲尔德研究站共同于2005年研发。
机械狗项目是由美国國防高等研究計劃署出资资助的。希望研制一种能够负重的机械骡，能够和士兵一起在传统机械车辆无法行驶的粗糙地形上作战。
它没有车轮或者履带，而是采用四条机械腿来运动。机械腿上面有各种传感器，包括关节位置和接触地面的部位。它还有一个激光回转仪，以及一套立体视觉系统。
机械狗有一米长，0.7米高，75千克重，几乎相当于一头小骡子的体积。目前能够以每小时5.3公里的速度穿越粗糙地形，并且负载154千克的重量。它能够爬行35度的斜坡。
其运动是由装载在机身上的计算机控制的。这台计算机能够接收机器上各种传感器传达的信号。导航和平衡也由这个控制系统控制。
Web Junk20, New Scientist, Popular Science, Popluar Mechanics以及华尔街邮报，和Youtube都有相关报道。
2008年3月18日，波士顿动力公司释放了一段关于新一代的机械狗的录像，在这个录像当中，机械狗能够穿越结冰地面，并且能够在被侧踹之后恢复平衡。